# Liste von Persönlichkeiten der Stadt Port of Spain

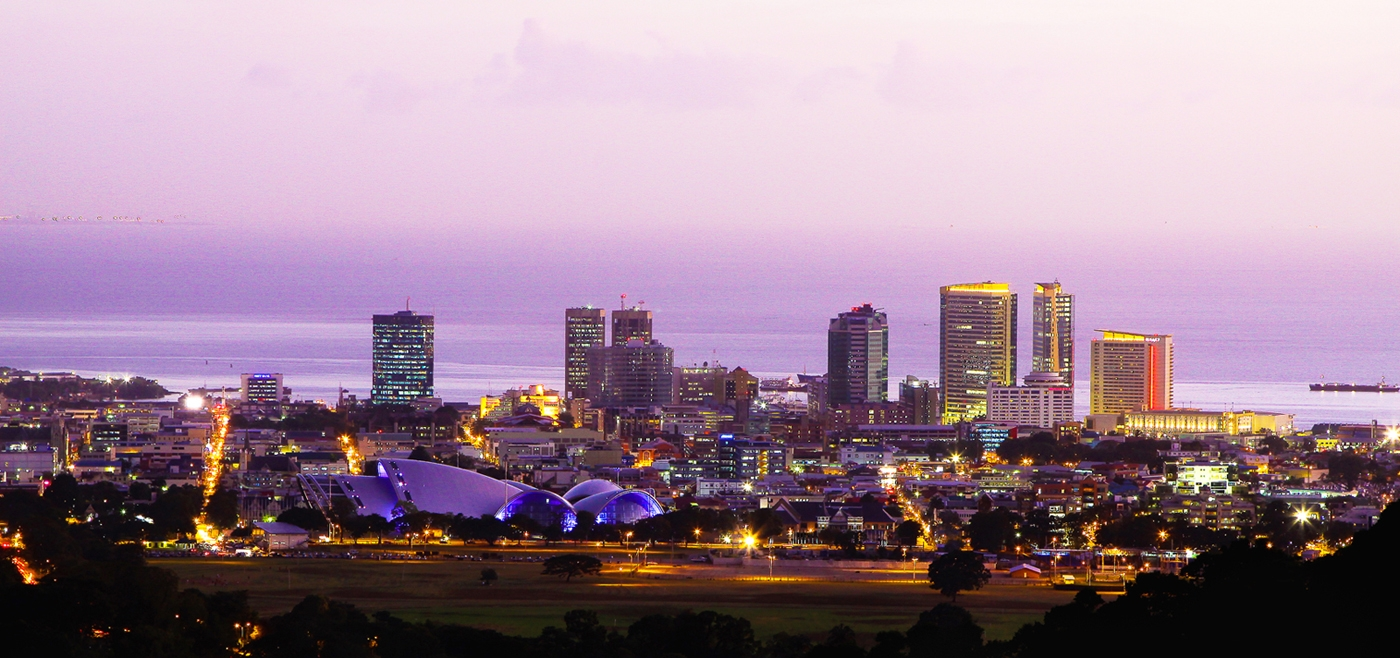
Port of Spain

Als Hauptstadt des karibischen Inselstaats Trinidad und Tobago ist Port of Spain Wirkungs- oder Geburtsort vieler wichtiger Persönlichkeiten. Die nachfolgende Liste von Persönlichkeiten der Stadt Port of Spain bietet eine nach Berufsgruppen sortierte Übersicht über den Artikelbestand von in Port of Spain geborenen sowie von durch ihr relevanzstiftendes Wirken mit Port of Spain verbundenen Personen. Personen mit mehreren Wirkungsfeldern sind in der Rubrik einsortiert, unter der sie hauptsächlich rezipiert sind.

## In Port of Spain geboren

### Literaten
- Gérard Besson (1942–2023), Historiker, Schriftsteller und Verleger
- Anthony Joseph (* 1966), Schriftsteller und Musiker

### Musiker

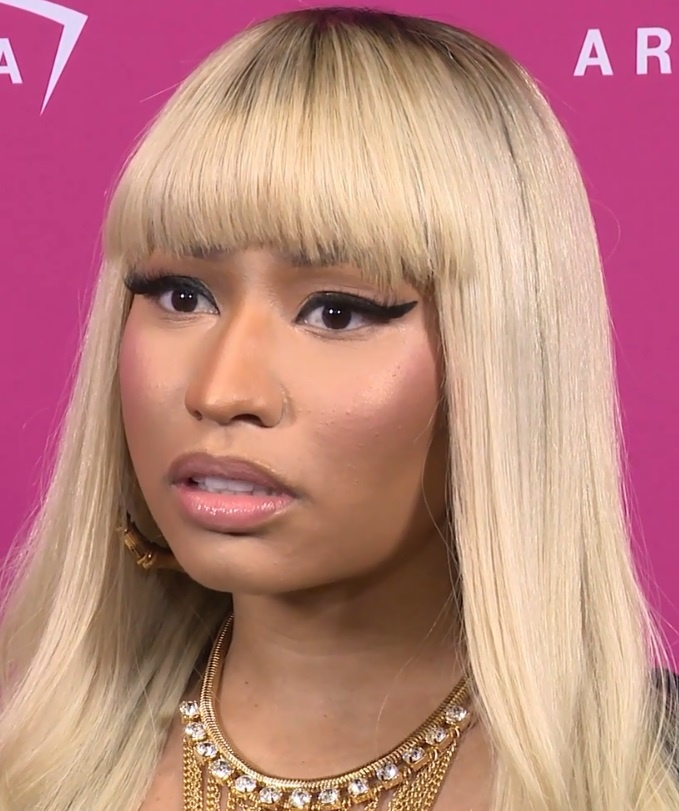
Nicki Minaj

- Edmundo Ros (1910–2011), Orchesterleiter, Schlagzeuger, Sänger und Musikproduzent
- Russell Henderson (1924–2015), Pianist und Steelpan-Spieler
- Mona Baptiste (1928–1993), Blues- und Popsängerin, die auch als Schauspielerin aktiv war
- Winston Simon (1930–1976), Wegbereiter der Steel Pan
- Anthony Williams (1931–2021), Erfinder, Wegbereiter und Musiker der Steel Pan
- Bertie Marshall (1936–2012), Musiker und Steel-Pan-Instrumentenbauer
- Haddaway (* 1965), Sänger
- Nicki Minaj (* 1982), Sängerin
- Theophilus London (* 1987), Musiker

### Politik und Verwaltung

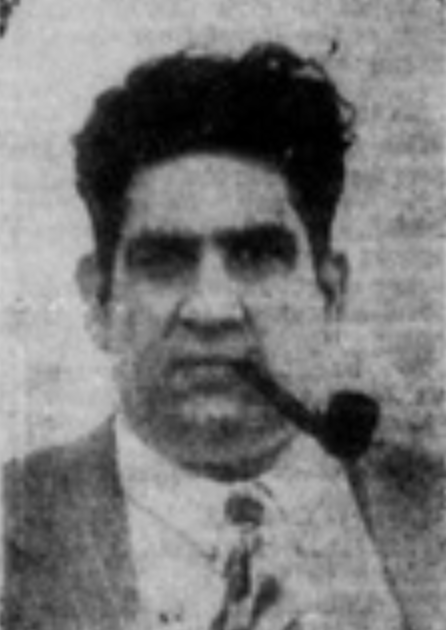
Albert Gomes

- Arthur Cipriani (1875–1945), Politiker und Gewerkschaftsführer
- Albert Gomes (1911–1978), Politiker und Gewerkschaftsführer
- Paula Mae Weekes (* 1958), ehemalige Ministerpräsidentin Trinidads
- Stuart Young (* 1975), ehemaliger Premierminister Trinidads

### Religion
- Malcolm Patrick Galt (1929–2022), Bischof von Bridgetown
- Robert Llanos (* 1958), Bischof von Saint John’s
- Charles Jason Gordon (* 1959), Erzbischof von Port of Spain

### Schauspieler und Regisseure
- Geoffrey Holder (1930–2014), Schauspieler, Tänzer und Schriftsteller
- Dennis „Sprangalang“ Hall (1948–2020), Komiker, Radiomoderator, Schauspieler und Musiker
- Michael Mooleedhar (* 1985), Regisseur

### Sportler

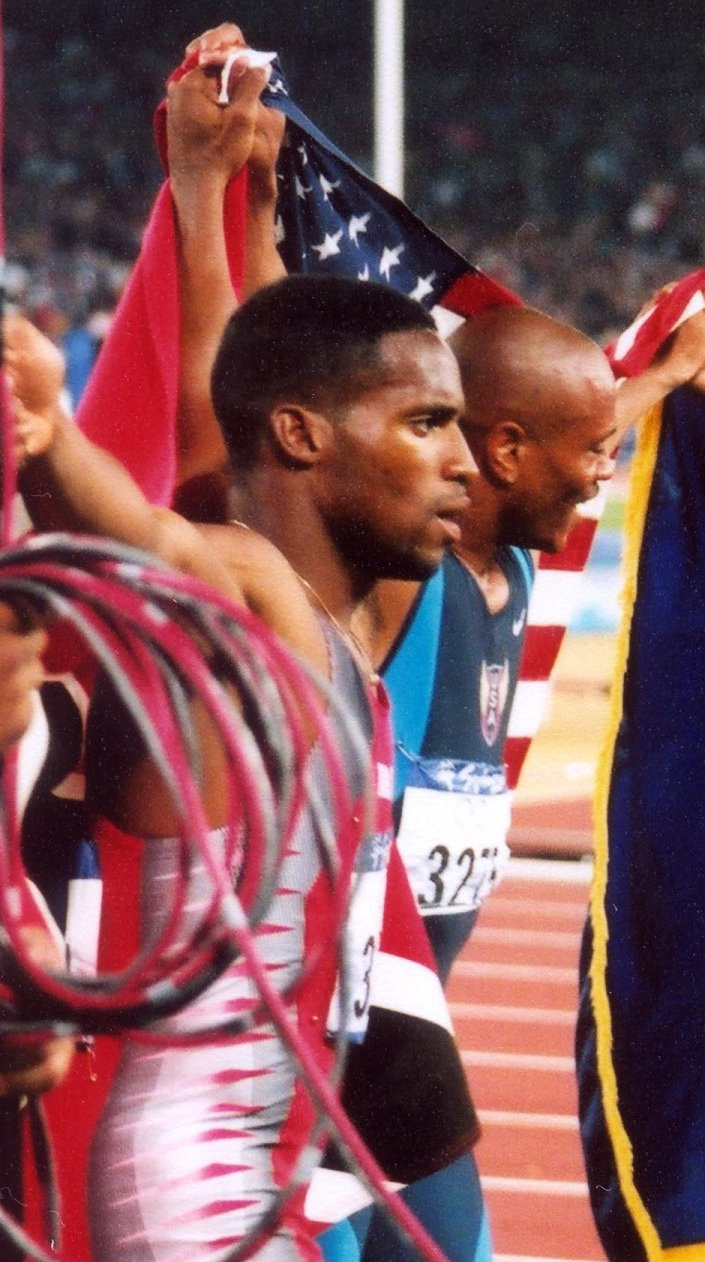
Ato Boldon

- Sammy Guillen (1924–2013), Cricketspieler
- Richard Bennett (* 1932), Segler
- Mike Agostini (1935–2016), Leichtathlet
- Vernon Stauble (* 1950), Radrennfahrer
- Patrick Gellineau (* 1951), Radrennfahrer
- Bryan Saunders (1952–2022), Leichtathlet
- Glenroy Gilbert (* 1968), Leichtathlet
- Ato Boldon (* 1973), Leichtathlet
- Sasha Springer-Jones (* 1978), Leichtathletin
- Renny Quow (* 1987), Leichtathlet
- Michelle-Lee Ahye (* 1992), Leichtathletin
- Akeal Hosein (* 1993), Cricketspieler
- Jameel Neptune (* 1993), Fußballspieler
- Asa Guevara (* 1995), Leichtathlet
- Akeem Roach (* 1995), Fußballspieler
- Nicholas Dillon (* 1997), Fußballspieler
- Kion Benjamin (* 2000), Leichtathlet

### Wissenschaftler
- Bert Achong (1928–1996), Labormediziner
- Jessica Hassel (* 1975), deutsche Dermatoonkologin und Hochschullehrerin

## Mit Port of Spain verbunden

### Musiker
- Neville Jules (1927–2020), Steel-Pan-Musiker und Instrumentenbauer

### Politik und Verwaltung
- Hermann Crüger (1818–1864), Botaniker und Pharmazeut, von 1857 bis 1864 Leiter des botanischen Gartens in Port of Spain
- Hugh Wooding (1904–1974), Rechtsanwalt und Bürgermeister von Port of Spain
- Louis Lee Sing (* 1951), Politiker und Bürgermeister von Port of Spain

## Liste der Bürgermeister von Port of Spain
- 1914–1917: Enrique Prada[1]
- 1917–1919: Frederick Scott
- 1919–1920: Adam Smith
- 1920–1921: Randolph Rust
- 1921–1922: Arthur Hutton McShine
- 1922–1924: Gaston Johnson
- 1924–1925: Charles Henry Pierre
- 1925–1926: Elias Bass
- 1926–1929: Gaston Johnson
- 1929–1932: Arthur Cipriani
- 1932–1933: Henry Alexander de Freitas
- 1933–1936: Arthur Cipriani
- 1936–1937: Alfred Richards
- 1937–1938: Garnet McCarthy
- 1938–1940: Arthur Cipriani
- 1940–1941: Alfred Richards
- 1941–1943: Tito Princilliano Achong
- 1943–1944: Hugh Wooding
- 1944–1946: Henry Hudson-Phillips
- 1946–1947: Reginald Vidale
- 1947–1948: George Cabral
- 1948–1950: Norman Tang
- 1950–1951: Raymond Hamel-Smith
- 1951–1953: George Cabral
- 1953–1955: J.P. Hutchinson
- 1955–1956: Patrick Mathura
- 1956–1957: Louis Gerald Rostant
- 1957–1960: Dennis Mahabir
- 1960–1968: Edward Taylor
- 1968–1971: Joseph Hamilton-Holder
- 1971–1974: Fitz Blackman
- 1974–1976: Lakshmidatta Shivaprasad
- 1976–1979: Clyde McCollin
- 1980–1983: George Neehall
- 1983–1987: Stevenson Sarjeant
- 1987–1989: Augustus Williams
- 1990: Ausnahmezustand
- 1991–1994: Augustus Williams
- 1994–1996: Ethelbert Paul
- 1996–2000: John Rahael
- 2000–2010: Murchison Brown
- 2010–2013: Louis Lee Sing
- 2013–2016: Raymond Tim Kee
- 2016: Keron Valentine
- 2016–2023: Joel Martinez
- seit 2023: Chinua Alleyne